# Variacions i fuga sobre un tema de Händel (Brahms)
Les Variacions i fuga sobre un tema de Händel, op. 24, (en alemany, Variationen und Fuge über ein Thema von Händel) foren compostes per Johannes Brahms el setembre de 1861 per celebrar l'aniversari de Clara Schumann que les estrena el mateix any a Hamburg. Són de les peces per a piano més conegudes del compositor. Precedeixen a les Variacions sobre un tema de Paganini, op. 35 i són contemporànies al primer sextet per a cordes i els dos quartets per a piano op. 25 i 26.
El tema sobre el qual es basen les variacions pertany a la sarabanda de la primera suite per clavecí de Georg Friedrich Händel escrita el 1733 (Suite núm. 5 en si bemoll, HWV 434). La peça està estructurada en un ària (el tema original), vint-i-cinc variacions i una fuga. El gran expert de música Donald Tovey l'ha classificat entre "la mitja dotzena de grans conjunts de variacions escrites".
El biògraf Jan Swafford descriu les "Variacions Händel" com "potser el millor conjunt de variacions per a piano des de Beethoven, afegint: "A més d'un desenvolupament magistral d'idees que conclou amb una fuga exuberant ..., l'obra és la quinta essència de Brahms: l'ús de formes tradicionals amb energia i una fresca imaginació, ...".

## Context i anàlisi musical
Aquestes variacions foren compostes el setembre de 1861, després que Brahms, de 28 anys, va abandonar la feina que havia estat fent com a director del cor de dones de Hamburg (Frauenchor). Es va traslladar al pisos de la seva família a Hamburg, en el seu propi apartament en el tranquil barri de Hamm. Allà va iniciar un període altament creatiu on va produir "una sèrie de primeres obres mestres". Escrites en poc temps el setembre de 1861, l'obra està dedicada a una "amiga estimada", Clara Schumann, vídua de Robert Schumann, el que fou mentor musical i personal de Brahms. Li va mostrar el dia del 42 aniversari de Clara, el 13 de setembre.
A Music, Imagination, and Culture, Nicholas Cook dona la següent descripció de l'obra:

"Les variacions de Handel consisteixen en un tema i vint-i-cinc variacions, cadascuna d'igual longitud, a més d'una fuga molt més llarga al final que proporciona el clímax del moviment en termes de durada, dinàmica i complexitat contrapuntística. Les variacions individuals s'agrupen de manera que es creen una sèrie d'ones, tant en termes de tempo com de dinàmica, que condueixen a la fuga final i que es superposen sobre aquesta organització global, sota una sèrie de patrons subordinats. Les variacions en la tonalitat major i menor s'alternen més o menys entre elles; només una vegada hi ha una variació en una altra tonalitat (la núm. 21, que es troba en la tonalitat menor relativa). Les variacions amb legato solen anar seguides d'altres en staccato; les variacions amb una textura més fragmentària sovint van seguides d'altres més homofòniques. ... En altres paraules, el que dona unitat al conjunt de variacions ... no és el tema en sí, sinó una xarxa de "semblances familiars", per utilitzar el terme de Wittgenstein entre les diferents variacions "

Hans Meyer, comenta sobre l'organització de les "Variacions Händel" i les agrupa de la següent manera: 1-8 ('estrictes'), 9-12 ('lliures'), 13 ('síntesi'), 14-17 ('estrictes') i 18-25 ('lliures'), i culminen, per descomptat, amb la fuga.
| Tema i variacions núms. 1, 2, 3 |
|                                 |
|                                 |
|                                 |